# Ród Kruma

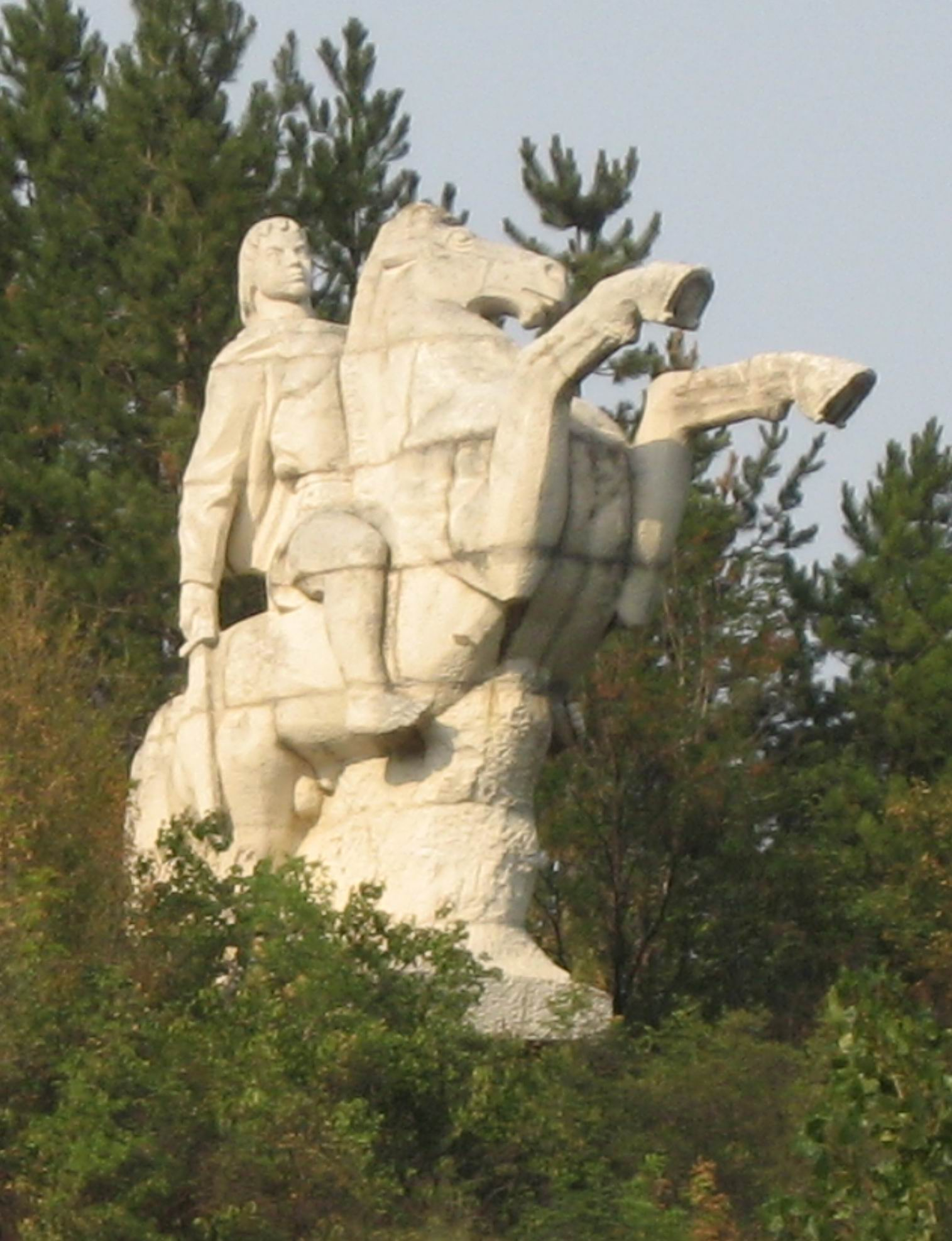
pomnik chana Kruma w pobliżu zamku Misionis

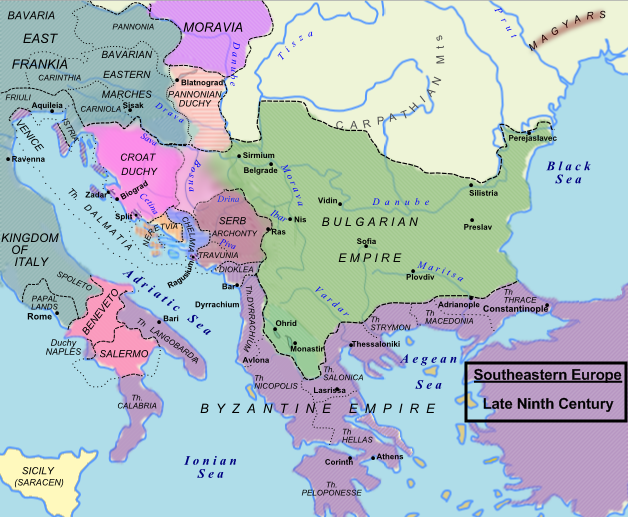
ekspansja bułgarska za panowania Kruma

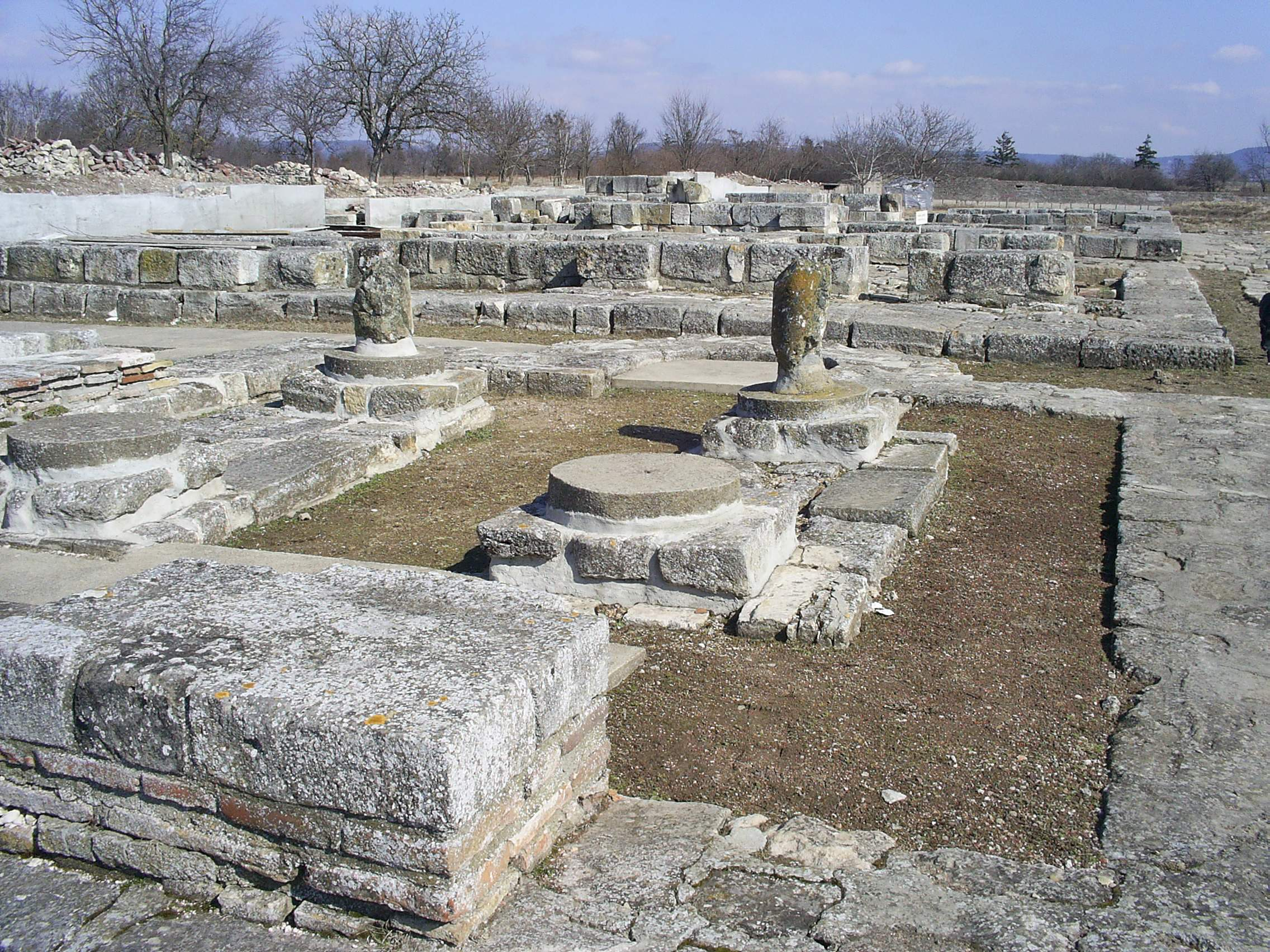
ruiny pałacu w Plisce ufundowanego przez chana Omurtaga

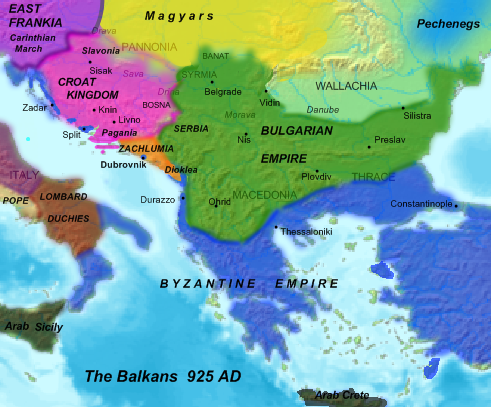
Bułgaria za panowania Symenona I Wielkiego

Ród Kruma – dynastia władców panujących w Bułgarii w IX i X w. założona przez chana Kruma.

## Dzieje rodu
Założycielem dynastii był Krum (803-814), który pochodził od potomków Protobułgarów, wywodzących się z Wielkiej Bułgarii, którzy pomiędzy 560 a 680 rokiem zasilili Kaganat Awarów, osiedlając się w Panonii. Nie sposób ustalić do której grupy migracyjnej należeli przodkowie Kruma, ani do jakiego rodu protobułgarskiego.
Pomiędzy 803 a 807 rokiem Krum podbił znaczne obszary rozpadającego się pod ciosami Franków Karola Wielkiego kaganatu awarskiego i przyłączył je do państwa bułgarskiego opanowując tron chanów. Dzięki świetnym zwycięstwom nad Bizancjum umocnił swą pozycję w państwie.
Następcą Kruma był jego syn Omurtag (815-831), który po pokonaniu konkurentów do tronu zawarł pokój z Bizancjum, co pozwoliło mu na skoncentrowanie się na ekspansji na północ i zachód – pod koniec lat 20. IX w. prowadził nawet wojnę z królem Franków Ludwikiem Pobożnym. Wyrazem sojuszu z Bizancjum była pomoc przy stłumieniu powstania Tomasza Słowianina. Jednocześnie Omurtag prowadził szeroką akcję budowniczą, wznosząc m.in. pałace w Plisce i Madarze.
Po śmierci Omurtaga po tron bułgarski sięgnął najpierw jego najmłodszy syn Małamir, a następnie Presjan (836-852), syn lub wnuk Omurtaga. Presjan kontynuował ekspansję włączając w granice państwa bułgarskiego ziemie macedońskie i albańskie.
Syn Presjana, Borys I (852-889) w latach 60. IX w. przyjął chrzest, co jednak wywołało duży opór bojarów bułgarskich. Pokonawszy ich Borys zdołał doprowadzić do powstania bułgarskiej organizacji kościelnej. W 889 abdykował i schronił się do klasztoru, pozostawiając tron swemu synowi Władzimierzowi (889-893) – gdy jednak ten obrócił się przeciwko chrześcijaństwu, Borys pozbawił go władzy i oślepił, a tron przekazał swemu kolejnemu synowi – Symeona (893-927).
Symeon był pierwszym władcą Bułgarii, który używał tytułu cara, uniezależnił też od Konstantynopola bułgarską organizację kościelną. Mógł sobie na to pozwolić osiągnąwszy przewagę militarną nad Bizancjum, pokonanym w kilku wojnach na początku swego panowania. Odnosił sukcesy również na innych frontach – zarówno w walkach przeciwko Madziarom, jak i Serbom, a granice jego państwa miały największy zasięg w historii Bułgarii. Jednocześnie dbał o rozwój kultury bułgarskiej. Jego osiągnięcia spowodowały, że w historiografii bułgarskiej nazywany jest „Symeonem Wielkim”.
Następcy Symeona nie byli w stanie utrzymać pozycji ojca. Jego syn Piotr I, choć utrzymał się na tronie przez bardzo długi okres (927-969), musiał opierać się opozycji wewnętrznej. Te zmagania dały możliwość sąsiadom Bułgarii na uszczuplenie jej terytorium. Już na początku panowania Piotra niezależność na powrót wywalczyła Serbia, kraj pustoszyli też Madziarzy. W Bułgarii rozwijała się sekta bogomiłów. Wreszcie, w 968 na Bułgarię najechał książę kijowski Światosław I podbijając wielką jej część. Syn i następca Piotra, Borys II (969-971) zmuszony był do uznania zwierzchnictwa Światosława, a wkrótce potem dostał się do niewoli bizantyjskiej – całą wschodnią Bułgarię przyłączono do Bizancjum. Co prawda w 976 wybuchło wielkie powstanie bułgarskie i na zachodzie (ze stolicą w Skopje) odrodziło się państwo bułgarskie pod panowaniem brata Borysa, Romana, zbiegłego z niewoli bizantyjskiej. W 991 został on jednak ponownie schwytany przez Bizantyjczyków. Zmarł w niewoli w 997, był ostatnim przedstawicielem dynastii Kruma.

## Władcy Bułgarii z rodu Kruma
- Krum (803-814)
- Omurtag (815-831)
- Małamir (831-836)
- Presjan (Presjan-Zwinica) (836-852)
- Borys I (852-889)
- Włodzimierz Rasate (889-893)
- Symeon I (893-927)
- Piotr I (927-969)
- Borys II (969-971)
- Roman (ok. 986-991)

## Tablica genealogiczna rodu Kruma
| Krum (803-814) |

| Omurtag (815-831) |

| Nrawota Woin (zm. ok. 833) |

| Presjan-Zwinica (836-852) |

| Małamir (831-836) |

| Borys I (852-889, zm. 907) |
| \| 1. Maria \|             |
| 1. Maria                   |

| 1. Maria |

| Włodzimierz Rasate (889-893) |

| Gawrił |

| Symeon I Wielki (893–927) |

| Jakow |

| Eupraksja |

| Anna                     |
| \| 1. Symeon ogłuchan \| |
| 1. Symeon ogłuchan       |

| 1. Symeon ogłuchan |

| Michał |

| Piotr I (927–969)       |
| \| 1. Maria Lekapena \| |
| 1. Maria Lekapena       |

| 1. Maria Lekapena |

| Borys II (969-971, zm. 976) |

| Roman (ok. 986, zm. 997) |